# Puente Kingston
El Puente Kingston (en inglés: Kingston Bridge) es un puente doble con una carretera de un carril hecha con hormigón pretensado que cruza el río Clyde en Glasgow, Escocia, al norte del Reino Unido. Se trata del puente urbano más grande en el Reino Unido, que lleva a la autopista M8, a través del centro de la ciudad. El puente de Kingston es también uno de los más concurridos puentes de carretera en Europa, llevando alrededor de 150.000 vehículos cada día.